# Akademicki Związek Sportowy Białystok 2012-2013
Questa voce raccoglie le informazioni riguardanti l'Akademicki Związek Sportowy Białystok nelle competizioni ufficiali della stagione 2012-2013.

## Organigramma societario
Area direttiva
- Presidente: Boguslaw Poniatowski

Area tecnica
- Allenatore: Jacek Malczewski
- Scout man: Krzysztof Żabiński

Area sanitaria
- Preparatore atletico: Maciej Czajka
- Fisioterapista: Rimas Lewkiewicz

## Rosa
| N° | Nome                | Ruolo | Data di nascita | Nazionalità sportiva |
| -- | ------------------- | ----- | --------------- | -------------------- |
| 3  | Ewelina Polak       | P     | 17 aprile 1993  | Polonia              |
| 4  | Natalia Kurnikowska | S     | 13 gennaio 1992 | Polonia              |
| 5  | Sinead Jack         | C     | 8 novembre 1993 | Trinidad e Tobago    |
| 6  | Edyta Rzenno        | C     | 26 giugno 1983  | Trinidad e Tobago    |
| 7  | Laura Tomsia        | S/O   | 19 ottobre 1982 | Polonia              |
| 8  | Anna Łozowska       | C     | 16 marzo 1993   | Polonia              |
| 9  | Channon Thompson    | S     | 29 marzo 1994   | Trinidad e Tobago    |
| 10 | Ewa Winnicka        | P     | 8 novembre 1978 | Polonia              |
| 11 | Rheeza Grant        | S     | 10 agosto 1986  | Trinidad e Tobago    |
| 12 | Krystle Esdelle     | S/O   | 1º agosto 1984  | Trinidad e Tobago    |
| 14 | Sylwia Chmiel       | S     | 6 aprile 1990   | Polonia              |
| 16 | Angelika Bulbak     | L     | 16 giugno 1991  | Polonia              |